# Nicolas Perrot d’Ablancourt
Nicolas Perrot d’Ablancourt (* 5. April 1606 in Châlons-en-Champagne; † 17. November 1664 in Ablancourt) war ein französischer Übersetzer der Vorklassik und Mitglied der Académie française.

## Leben und Werk

### Leben
Der aus dem Champagnedorf Ablancourt (zwischen Châlons-en-Champagne und Vitry-le-François) stammende protestantische Philologe Nicolas Perrot, dessen Familie zum Amtsadel gehörte, machte sich früh einen Namen als Übersetzer aus dem Griechischen und Lateinischen (Arrian, Julius Caesar, Cicero, Frontin, Homer, Lukian von Samosata, Minucius Felix, Plutarch, Polyainos, Tacitus, Thukydides und Xenophon). Die hohe Qualität seines Stils in einer Zeit, in der sich das klassische Französisch herausbildete, brachte ihm 1637 im Alter von 31 Jahren einen Sitz (Nr. 20) in der Académie française ein. Ab 1641 nahm er in seinen Haushalt den späteren Lexikographen Richelet auf. Zu seinen engsten Freunden gehörten Olivier Patru und Jean-Louis Guez de Balzac. Er starb im Alter von 58 Jahren und wurde in Ablancourt beigesetzt.

### Der Übersetzer. Rezeption
Im Dilemma des Übersetzers, der sich oft entscheiden muss, ob er der Treue zum Ausgangstext oder der Schönheit des Zieltextes den Vorrang geben will, stand Perrot d’Ablancourt auf der Seite der „belles Infidèles“ (der schönen Ungetreuen, mit Anspielung an menschliches Liebesleben). Der  bedeutende Einfluss seiner zielsprachenorientierten Übersetzung auf die französische Sprache und Literatur des 17. Jahrhunderts wurde von dem Protestanten Roger Zuber (1931–2017) herausgearbeitet und Ablancourt damit dem Vergessen entrissen. Die moderne Übersetzungsforschung tat ein weiteres, um seinen Namen wieder geläufig zu machen. In Châlons-sur-Marne und in Ablancourt tragen die Straßen „Rue Perrot d’Ablancourt“ seinen Namen, ferner in Châlons-sur-Marne (seit einiger Zeit) die Schule „Collège Perrot d’Ablancourt“.

## Werke
- Lettres et préfaces critiques de Nicolas Perrot d’Ablancourt. Hrsg. von Roger Zuber. Didier, Paris 1972.